# Csonkamindszent
Csonkamindszent ist eine ungarische Gemeinde im Kreis Szentlőrinc im Komitat Baranya.

## Geografische Lage
Csonkamindszent liegt zwei Kilometer nordwestlich der Stadt Szentlőrinc. Die  Nachbargemeinde Kacsóta befindet sich zwei Kilometer südwestlich.

## Sehenswürdigkeiten
- 1956er-Denkmal (1956-os emlékmű)
- Römisch-katholische Kapelle Mindenszentek, erbaut 1902

## Verkehr
Csonkamindszent ist nur über die Nebenstraße Nr. 66111 zu erreichen. Südlich der Gemeinde verläuft die Hauptstraße Nr. 6. Es bestehen Busverbindungen nach Szentlőrinc und Nagypeterd. Der nächstgelegene Bahnhof befindet sich in Szentlőrinc.